# Fährenbetriebsverordnung
Die Fährenbetriebsverordnung (FäV) ist eine Verordnung der Bundesrepublik Deutschland, die den Betrieb und die Aufsicht über die Fähren auf Bundeswasserstraßen sowie das Verhalten des Fährpersonals und der Fährbenutzer regelt.
Sie verpflichtet den Fährinhaber bzw. den Fährführer insbesondere,
- die Fähre mindestens alle zweieinhalb Jahre vom zuständigen Wasser- und Schifffahrtsamt überprüfen zu lassen;
- Fahrpläne durch Aushang an den Anlegestellen und auf der Fähre bekannt zu machen und vor Inkrafttreten dem Wasser- und Schifffahrtsamt mitzuteilen;
- nur solche Anlegestellen zu nutzen, die durch das Wasser- und Schifffahrtsamt zugelassen sind;
- Sorge zu tragen, dass die Tragfähigkeit der Fähre nicht überschritten wird;
- die Fahrzeuge auf der Fähre so zu verteilen, dass die Fähre stabil bleibt und dass die Fahrzeuginsassen jederzeit ein- und aussteigen können;
- die Landeklappen vor Fahrtbeginn ausreichend anzuheben und die vorgeschriebenen Absperrvorrichtungen während der Fahrt geschlossen zu halten;
- beim Anlegen jeweils nur die landseitigen Zugänge zu öffnen und diese nach Ablegen wieder zu schließen;
- auf der Fähre einen Hinweis anzubringen, der Unbefugten das Betreten des Führerstandes und des Maschinenraums untersagt;
- die Fähre bei Dunkelheit ausreichend zu beleuchten;
- den Fährverkehr einzustellen, wenn das Übersetzen riskant ist;
- den Wortlaut der Fährenbetriebsverordnung an den Anlegestellen und auf der Fähre auszuhängen.

Die Fährbenutzer werden durch die Fährenbetriebsverordnung verpflichtet,
- die Anordnungen des Fährpersonals zu befolgen;
- so langsam auf die Fähre zu fahren, dass sie jederzeit anhalten können;
- auf der Fähre den Motor abzustellen, die Handbremse anzuziehen und das Licht auszumachen.